# Velodromo di Tirador
Il Velodromo di Tirador (in catalano Velòdrom del Tirador o Velòdrom de Tirador), noto anche come Tirador, è un velodromo all'aperto a Palma (Maiorca, Isole Baleari, Spagna) attivo tra il 1903 e il 1973. Fu la pista di riferimento in Spagna per sei decenni fino alla costruzione del velodromo di Anoeta (San Sebastián) nel 1965. È stato uno dei quattro velodromi esistenti in città. Prima c'era il Son Espanyolet Velodrome (1893–1911), poi l'attuale Son Moix Velodrome (1987) e infine il Palma Arena (2007).
Il tracciato è stato salvato dalla scomparsa in extremis grazie all'azione di diverse associazioni che lottano per la sua conservazione, come l'Associació de Veïns des Fortí, e alle iniziative dei cittadini, in particolare quella del ricercatore Manuel García Gargallo, che ne ha promosso la conservazione e ne ha pubblicizzato il valore storico e culturale. Ciò ha spinto il Consiglio Comunale di Palma, che inizialmente aveva previsto la demolizione per creare un parco, a riqualificarlo con lo stesso scopo.
Dal 2015 è di proprietà dei municipio e la sua riabilitazione è in programma, sebbene negli ultimi anni abbia subito un processo di abbandono e progressivo degrado. È in procinto di essere elencato come elemento del patrimonio protetto dal Consiglio comunale di Palma dal 2020.

## Descrizione
Prima della costruzione del velodromo, questo luogo era di proprietà della corporazione dei cardacci sin dal XIV secolo, ed era il luogo dove si lavavano, si stendevano e si asciugavano i tessuti. Deve il suo nome al processo di stiramento dei tessuti (tirar è l'antico catalano per 'stirare', e tirador 'luogo dove ci si stira').
La pista del Tirador ha una lunghezza di 333,33 metri e 6 m di larghezza, con due solette di cemento solido (di fronte a est e ovest) e gradinate su ogni lato del rettilineo: principale (nord) e generale (sud), con capacità di circa 2.000 spettatori. A causa della natura del terreno acquisito dalla società ciclistica Veloz Sport Balear, l'ellisse della pista è più allungata del normale per adattarsi al perimetro della fattoria: le sue linee rette hanno un percorso più lungo e la sua non può essere più chiusa del normale, inoltre più incline a compensare la sua curvatura acuta. Di conseguenza, lo spazio centrale ha un'area approssimativa di 110 per 33,3 m.
Nel 1918 l'architetto Gaspar Bennazar aggiunse un edificio annesso al cantilever di ovest sotto forma di un tempio chiamato Xalet (lo Chalet), piattaforma coperta che fungeva da caffetteria e terrazza per i membri e collocata in modo tale da offrire una prospettiva privilegiata delle gare ciclistiche che vi si svolgevano. Negli anni '70 è stato rinnovato per ospitare la sede di Veloz Sport Balear.
Dalla sua chiusura nel 1973, il complesso nel suo insieme (pista, tribune e Xalet) si è progressivamente degradato, ma l'intera struttura è rimasta intatta. All'inizio degli anni '90, fu aperta una strada che conduceva al muro e ad una parte dei giardini d'ingresso, ma non influì sul resto del complesso.

## Valore culturale
Il Velodromo di Tirador è il più antico della Spagna, seguito dal velodromo di Campos (1935) e dalle piste di Tortosa (1943) e Mataró (1948). È anche la più antica sede sportiva conservata a Maiorca.
È la dodicesima pista più antica del pianeta, superata solo da quattro velodromi nel Regno Unito (costruiti tra il 1877 e il 1900), sei in Francia (tra il 1884 e il 1897) e uno in Ungheria (1896). Sono tutti in uso e, quindi, sono stati modernizzati a vari livelli per il loro uso; invece, il Tirador è conservato quasi come quando fu inaugurato nel 1903.
La frustrazione dei progetti per la sua espansione o sostituzione (prima) e il relativo abbandono (in seguito) - negli anni '50 la pista era già stata descritta come soggetta ad invecchiamento - fece sì che il Tirador rimase quasi invariato com'era dalla sua inaugurazione, ad eccezione di disposizioni superficiali per la sua manutenzione di base.

## Ciclismo femminile
Durante gli anni di attività del Tirador i test sono stati eseguiti esclusivamente da ciclisti maschi. L'eccezione fu la visita dell'italiana Alfonsina Strada, pioniera del ciclismo femminile ai suoi tempi, che correva nel 1926.